# Нехлебаев, Семён Сергеевич

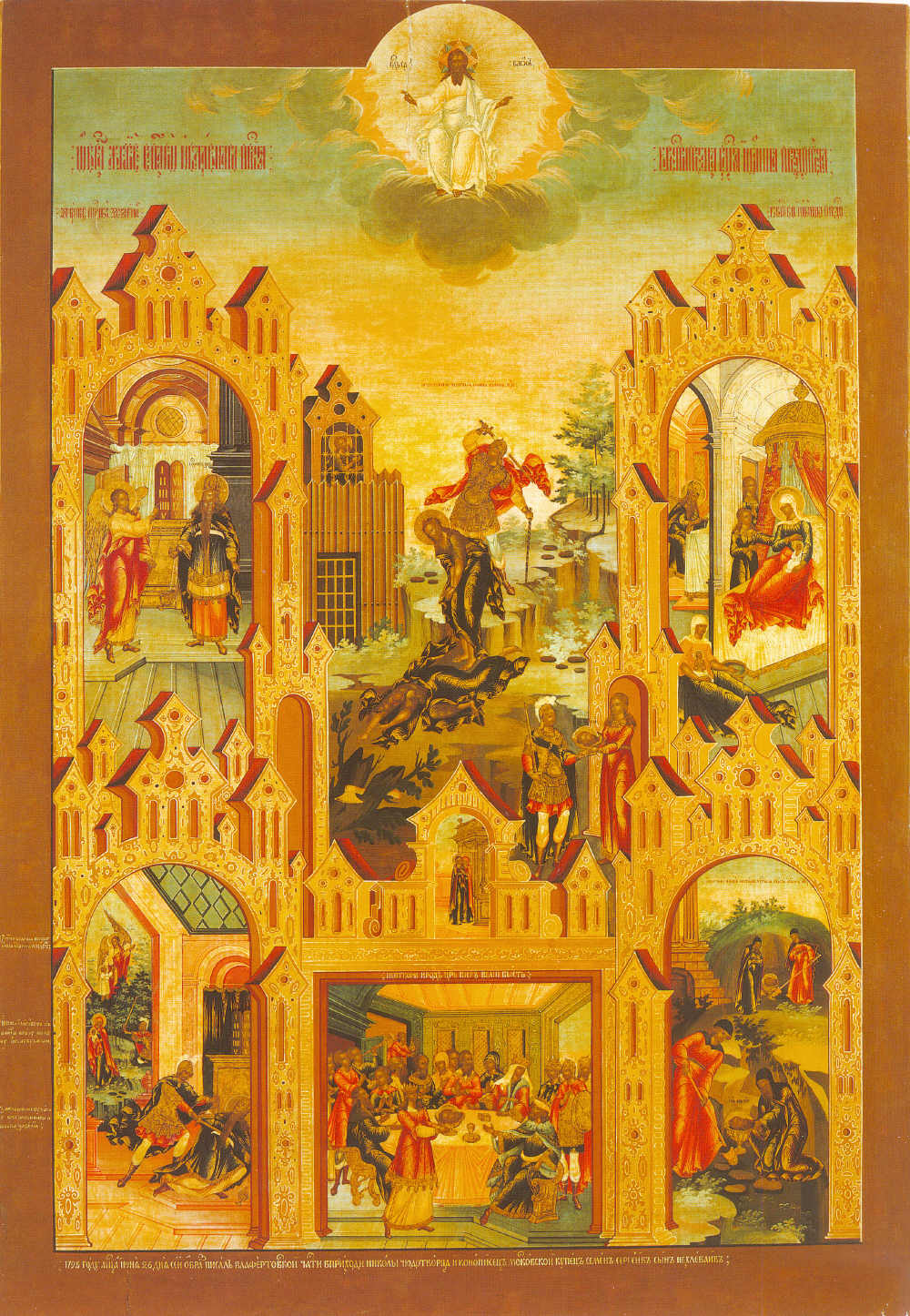
Икона «Усекновение главы святого Иоанна Предтечи», 1798. Данилов монастырь, происходит, вероятно, из храма святителя Николая Чудотворца в Лефортово

Семён Сергеевич Нехлебаев — московский купец-иконописец, живший при Екатерине II и Павле I.
Самая известная сохранившаяся работа мастера — икона «Усекновение главый Иоанны Предтечи». Об авторстве свидетельствует авторская надпись на нижнем поле иконы: «1798 году месяца июня 26 дня сей образ писал в Лефертовской части в приходи Николи Чудотворца иконописец Московский купец Семён Сергиев сын Нехлебаив».